# Comuna Pliușcivka, Baștanka
Pliușcivka (în ucraineană Плющівка) este o comună în raionul Baștanka, regiunea Mîkolaiiv, Ucraina, formată din satele Cervona Zirka, Novoheorhiivka, Odradne și Pliușcivka (reședința).

## Demografie
Componența lingvistică a comunei Pliușcivka
     Ucraineană (94,78%)
     Rusă (2,77%)
     Română (2,2%)
     Alte limbi (0,16%)
Conform recensământului din 2001, majoritatea populației comunei Pliușcivka era vorbitoare de ucraineană (94,78%), existând în minoritate și vorbitori de rusă (2,77%) și română (2,2%).